# Маджестик (Бродвей)
Мадже́стик (англ. The Majestic Theatre; рус. Вели́чественный) — бродвейский театр, расположенный в восточной части 44-й улицы в театральном квартале Манхэттена, Нью-Йорк, США. Это один из самых вместительных театров Бродвея (1645 мест). В стенах «The Majestic Theatre» традиционно ставят крупные музыкальные театральные постановки, среди которых были: «Карусель» (1945), «Юг Тихого океана» (1949), «Музыкант» (1957), «Камелот» (1960) и «Виз» (1975). Также театр становился вторым домом для «42-й улицы» и третьим для «1776».
С 26 января 1988 в театре идёт прокат мюзикла «Призрак Оперы». С рекордным количеством спектаклей (11 113 на 24 октября 2014 года) и беспрерывным прокатом (27-й год) — это самая долгоиграющая постановка в истории Бродвея. Показ мюзикла был прекращён в апреле 2023 года, к этому моменту постановка шла на бродвейской сцене рекордные 35 лет.

## История
«The Majestic Theatre» построен «The Chanin Brothers» по проекту архитектора Герберта Краппа как часть развлекательного комплекса, в который также входили театры «Джон Голден», «Бернард Б. Джекобс» и отель «The Milford Plaza». Театр открылся 28 марта 1927 года мюзиклом «Rufus LeMaire's Affairs».
Театр был куплен братьями Шуберт в 1930 году (во времена великой депрессии) и в настоящее время находится в собственности компании «The Shubert Organization». В 1987 году «The Majestic Theatre» был включён в Национальный реестр исторических мест США (памятник истории и архитектуры).
В последнюю полную неделю 2013 года мюзикл «Призрак Оперы», шедший в театре с 26 января 1988 года, поставил рекорд кассовых сборов. За девять спектаклей постановка заработала $1 843 296, побив предыдущий рекорд недели, заканчивающейся 2 января 2011 года ($1 390 530).

## Основные постановки в театре
- 1927: «Письмо»; «Рио Рита»
- 1931: «Простой Саймон»; «Принц студент»
- 1933: «Простите мой английский»
- 1936: «На пальцах»
- 1937: «Дети в доспехах»
- 1941: «Hellzapoppin»
- 1942: «Порги и Бесс»
- 1945: «Карусель»
- 1947: «Называйте меня Мистер»; «Аллегро»
- 1949: «Юг Тихого океана»
- 1953: «Я и Джульетта»
- 1954: «По красивому морю»; «Фанни»
- 1956: «Удачной охоты»
- 1957: «Музыкант»
- 1960: «Камелот»
- 1963: «Товарищ»; «Горячая точка»; «Дженни»
- 1964: «Всем, кто может свистеть»; «Забавное происшествие по дороге на Форум»; «Золотой мальчик»
- 1966: «Смешная девчонка»; «Завтрак у Тиффани»
- 1967: «Марат/Сад»; «Скрипач на крыше»
- 1970: «Милые дамы, видные господа»
- 1972: «Душечка»
- 1973: «Ночная серенада»
- 1974: «Мак и Мэйбл»
- 1975: «Виз»
- 1977: «Закон»
- 1978: «Первый понедельник октября»; «Танцевальный зал»
- 1979: «Я помню маму»; «Самый счастливый парень»
- 1980: «Бриолин»; Blackstone!; «Бригадун» (возрождённый)
- 1981: «42-я улица»
- 1988: «Призрак Оперы»